# Vought F7U Cutlass
El Vought F7U "Cutlass" fou un caça monoplaça embarcat. Va ser utilitzat per la Marina dels Estats Units durant els primers anys de la Guerra Freda.

## Història
Acabada la Segona Guerra Mundial, els Estats Units van dissenyar un avió basat en els plànols capturats de la companyia aeronàutica alemanya Arado durant l'Operació Paperclip. El resultat va ser l'F7U, un avió dissenyat per Vought amb ala en fletxa, seguint els principis de l'aerodinàmica establerts per Arado. Els enginyers de Vought, però, van negar cap connexió amb els plànols alemanys capturats de la Segona Guerra Mundial.
L'F7U fou considerat com un avió radicalment innovador, amb el nou disseny d'ala en fletxa i doble cua. El període de servei de l'F7U va estar ple de problemes tècnics i de control: un quart dels Cutlass construïts es van perdre en accidents. Es creu que el pèssim nivell de seguretat de l'avió, la manca de potència dels motors i la seva poca fiabilitat eren deguts a l'èmfasi dels enginyers a dissenyar un avió innovador. Fou reemplaçat com a caça embarcat per l'F-8 Crusader, que entraria en combat a la Guerra del Vietnam.
El Cutlass fou el primer avió dissenyat per a utilitzar motors de postcombustió, i també el primer a llançar bombes a velocitats supersòniques.

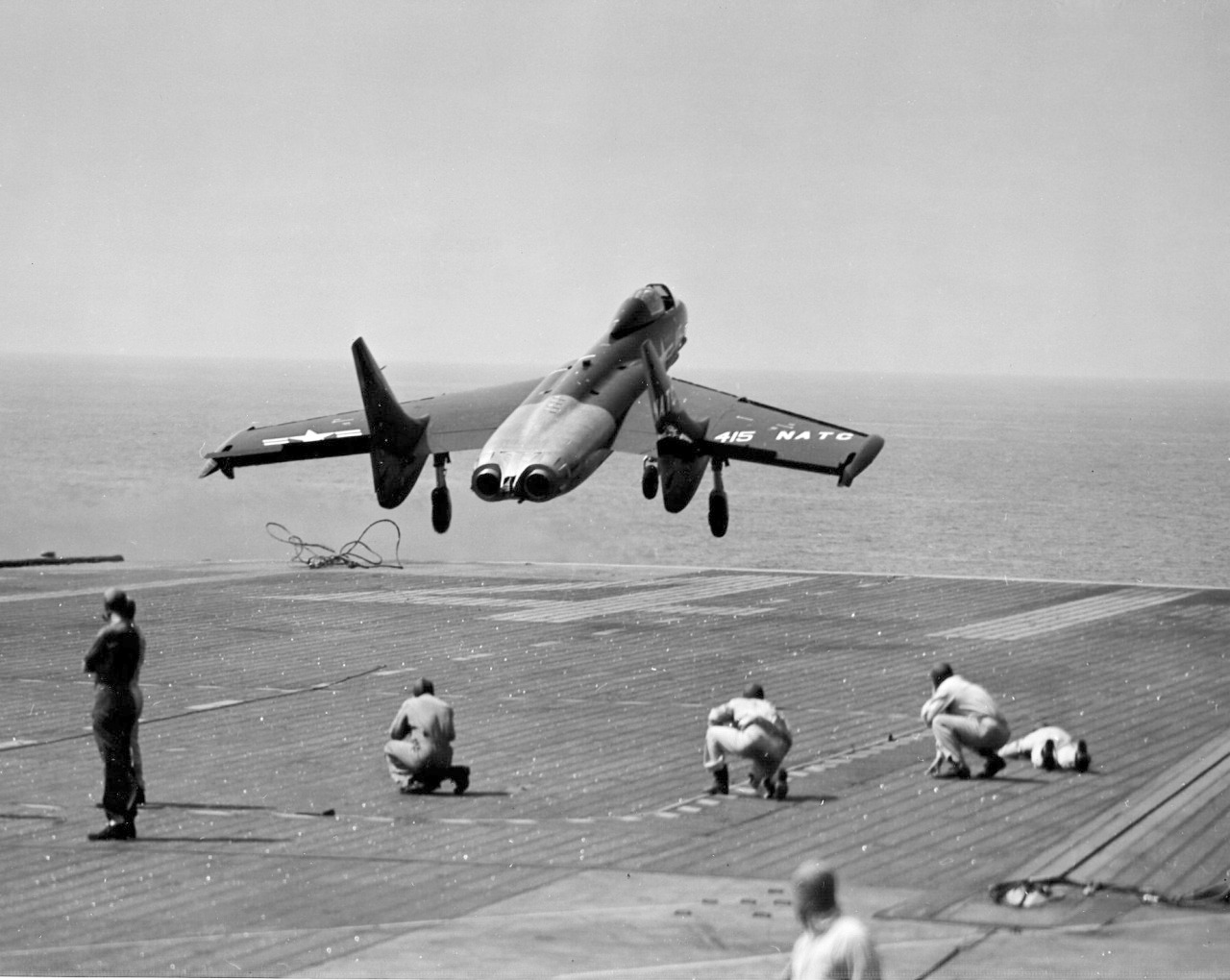
Cutlass enlairant-se des de l'USS Midway, el 1951.

Visió esquemàtica de l'F7U-1.

## Especificacions

### Característiques generals
- Tripulació: 1
- Llargada: 12.586 m
- Alada: 12.1 m
- Alada amb les ales plegades: 6.80 m
- Alçada: 4.27 m
- Superfície alar: 46.1 m2
- Pes buit: 8,260 kg
- Pes armat: 12,174 kg
- Pes màxim d'enlairament: 14,353 kg
- Motors: 2 × motors Westinghouse J46-WE-8B de postcremació, amb 4,600 lbf (20 kN) de potència cadascun, 6,000 lbf (27 kN) amb postcombustió.

### Prestacions
- Velocitat màxima: 1,122 km/h
- Velocitat de creuer: 907 km/h D'11,796 m fins a 13,015 m
- Velocitat de pèrdua: 207 km/h
- Autonomia: 800 mn (1,482 km)
- Sostre de servei: 12,375 m
- Velocitat d'ascens: 73.3 m/s amb postcombustió.
- Temps fins a l'altitud de: 6,096 m en 5.6 minuts, 9,144 m en 10.2 minuts.

- Proporció del pes a l'ala: 245 kg/m2
- Ràtio impuls-pes: 0.29
- Distància per enlairament: amb bones condicions i postcombustió, 486 m

### Armament
- Canons: 4 x canons de 20mm M3
- Beines: 4 suports amb capacitat per portar 2,500 kg de pes.
- Míssils: 4 míssils aire-aire AAM-N-2 Sparrow I